# Stephan Valentin
Stephan Valentin (* 1967 in Heidelberg) ist ein deutscher Psychologe und Schriftsteller.
Valentin lebt seit seinem 20. Lebensjahr in Paris. Er studierte dort Schauspiel an der École de théâtre et d’art dramatique Jean Périmony und am Cours Florent. Anschließend begann er ein Psychologiestudium an der Universität Paris Descartes. In seiner Dissertationsarbeit behandelte er Schlafstörungen bei Kleinkindern. Ehrenamtlich arbeitete er in Armenkrankenhäusern in Mumbai und Abidjan, daneben praktizierte er in mehreren Krankenhäusern in Paris. Er verfasste mehrere Elternratgeber, darunter Mein Kind schläft durch (im Econ Verlag), Wenn Kinder zu viel wiegen (bei dtv) und Ichlinge (im Goldmann Verlag).
Mit der Kurzgeschichte Der Taubenturm  gewann er 1999 einen Bettina-von-Arnim-Preis. Sein Debütroman Der Ameisenfeind erschien 2003 im Pfefferkorn Verlag und wurde in den Folgejahren u. a. ins Französische (L’ennemi des fourmis bei Actes Sud, 2003), Italienische ( Il nemico delle formiche bei Neri Pozza, 2006) und Dänische (Myrernes fjende bei Forlaget Per Kofod, 2007) übersetzt. 2002 veröffentlichte Valentin den Erzählband Vielfarben (Pfefferkorn Verlag), 2007 einen weiteren Roman Weiße Eichen. Für die Kriminalserie SOKO München schrieb Valentin zwischen 2004 und 2009 die Drehbücher zu sieben Episoden. Seit 2013 erscheint in Zusammenarbeit mit dem französischen Zeichner Jean-Claude Gibert die Kinderbuchreihe "Rocky und seine Bande". Für den dritten
Band der Reihe, Enzo hat Geburtstag, erhielt er 2014 den Kinderbuchpreis beim Festival Saint-Maur en Poche.